# Shurley Ridge
Shurley Ridge ist ein teilweise verschneiter Gebirgskamm im westantarktischen Queen Elizabeth Land. In der Patuxent Range der Pensacola Mountains erstreckt er sich 10 km südöstlich des Snake Ridge ausgehend von der Südwestseite des Mackin Table.
Der United States Geological Survey kartierte ihn anhand von Vermessungen und Luftaufnahmen der United States Navy zwischen 1956 und 1966. Das Advisory Committee on Antarctic Names benannte ihn 1968 nach dem US-amerikanischen Schlafmediziner Jay Talmadge Shurley (1917–2004), der gemeinsam mit dem US-amerikanischen Psychiater Chester Pierce (1927–2016) von 1966 bis 1967 die Psychophysiologie in Schlaf- und Wachzustand von Wissenschaftlern vor, während und nach ihrem Aufenthalt auf der Amundsen-Scott-Südpolstation untersucht hatte.